# ساليكس بيديسيلاتا
ساليكس بيديسيلاتا أو صفصاف أو عود الماء هو نوع من شجر الصفصاف. وهو شجيرة أو شجرة صغيرة تمتد حوالي 6-8 م، موطنها حول البحر الأبيض المتوسط من البرتغال إلى لبنان وسوريا في الشمال ومن جزر الكناري إلى تونس في الجنوب. ساليكس كانارينسيس يمكن التعامل معها على أنها نوع فرعي من بيديسيلاتا.

## الوصف
ساليكس بيديسيلاتا متغير جدا في المظهر. يشكل شجيرة أو شجرة صغيرة تصل إلى 6-8 م طويل القامة. قد يصل جذعها إلى 1.4 م، ولكن عادة ما تكون أقصر. أغصانها بنية داكنة، في البداية بشعر قصير (تومنتوز)، في وقت لاحق على نحو سلس (جلابروس). إذا تمت إزالة اللحاء من غصين، تظهر حواف أو خطوط طولية بارزة. الأوراق مستطيلة أكثر أو أقل، 4-16 سم طويلة و 1-5 سم واسعة. السطح العلوي للورقة أخضر، والرمادي السفلي مع عروق بارزة. S. بيديسيلاتا الزهور في أوائل الربيع-فبراير إلى أبريل في موطنها الأصلي. عادة ما تكون القطط الذكور معبأة بكثافة مع الزهور وهي 2-4 سم طويلة. تكون القطط الأنثوية أقل كثافة، وعادة ما تكشف عن الجذع، وأطول قليلا عند 5-8 سم. كل من الزهور الذكور والإناث لديها رحيق واحد. البذور سوداء إلى زيتون اللون، أسطوانية، حوالي 1.25 مم طويلة و 0.5 مم واسعة.

## التصنيف
تم وصف ساليكس بيديسيلاتا لأول مرة بواسطة ديسفونتين في عام 1799. ساليكس كانارينسيس يتم التعامل معها من قبل بعض علماء التصنيف كنوع فرعي من  بيديسيلاتا، تحت الاسم س. بيديسيلاتا سوبسب. الكنارينسيس, بحيث الأنواع س. بيديسيلاتا يصبح س. بيديسيلاتا سوبسب. بيديسيلاتا.
يهجن مع ساليكس أتروسينيريا.

## التوزيع
ساليكس بيديسيلاتا سوبسب. بيديسيلاتا موطنها الأصلي في بعض البلدان حول البحر الأبيض المتوسط، في أوروبا (البرتغال وإسبانيا وصقلية والبر الرئيسي لليونان وكريت والبر الرئيسي لإيطاليا) وغرب شمال إفريقيا (المغرب والجزائر وتونس) وغرب آسيا (جزر بحر إيجة الشرقية وتركيا ولبنان-سوريا). تم تقديمه أيضا إلى إثيوبيا. ساليكس بيديسيلاتا سوبسب. الكنارينسيس هي موطنها الاصلي ماديرا وجزر الكناري.